# Maestro del 1342
Il cosiddetto Maestro del 1342 (fl. XIV secolo) è stato un pittore francese attivo nel Rossiglione alla metà del XIV secolo.
L'anonimo artista francese derivò il suo nome da un retablo, con la Vergine, datato proprio 1342 e conservato nella chiesa di Serdinya. Di marcato gusto gotico, costruiva le sue figure con giochi lineari ripresi dalla coeva miniatura.
Al Maestro viene anche attribuito un Crocifisso realizzato per l'Eremo della Trinità.